# Megalamusus
Megalamusus is een geslacht van rechtvleugeligen uit de familie krekels (Gryllidae). De wetenschappelijke naam van dit geslacht is voor het eerst geldig gepubliceerd in 1928 door Hebard.

## Soorten
Het geslacht Megalamusus  is monotypisch en omvat slechts de volgende soort:
- Megalamusus casenare (Hebard, 1928)